# Grampus griseus
Il grampo  o delfino di Risso (Grampus griseus (G. Cuvier, 1812)) è un cetaceo appartenente alla famiglia Delphinidae, ed è l'unica specie del genere Grampus Gray, 1828.

## Descrizione

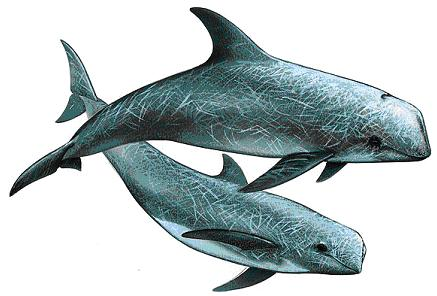
Due grampi

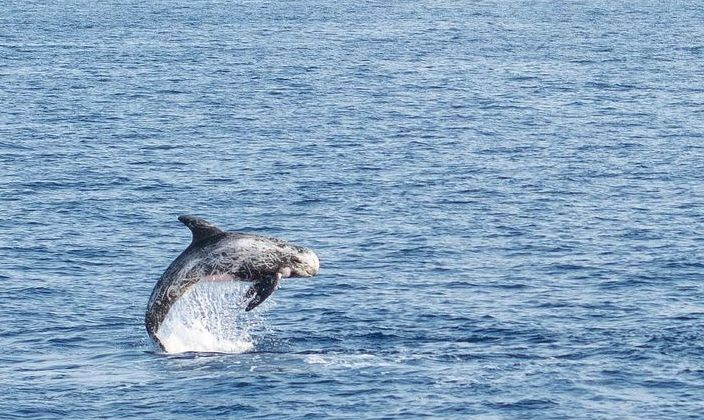
Esemplare di Grampo che salta nelle vicinanze della costa di Genova

Il grampo può raggiungere  una lunghezza di 4 m ed un peso di 500–600 kg.
Il capo è senza rostro (una specie di becco); la fronte bombata, ma non globosa, presenta un caratteristico solco a forma di V nel mezzo, con l'apice rivolto verso il basso. La mascella superiore sporge leggermente. La pinna dorsale si trova circa a metà del corpo, molto alta, appuntita e falcata. Pinne pettorali lunghe e appuntite. Questa specie ha pochissimi denti perché si nutre di prede viscide quali i calamari.
La livrea è molto caratteristica: i neonati sono grigio chiarissimo uniforme, ma crescendo diventano prima di color brunastro e poi del grigio ardesia dell'adulto. Con il passare degli anni il corpo viene ricoperto da numerosissime ed estese graffiature chiare, che finiscono col fargli assumere una colorazione quasi bianca, soprattutto nella parte anteriore.

Si ritiene che tali graffiature siano un effetto di interazioni sociali, ma l'eventuale funzione adattativa di questa particolarissima depigmentazione rimane un mistero. Si pensa che alcuni graffi derivino dai morsi dei calamari. In alcuni esemplari è visibile una gualdrappa sottile e appena accennata. Sul lato ventrale è presente una macchia biancastra a forma di ancora, simile per forma e posizione a quella dei globicefali.

## Biologia
Anche se è capace di notevole agilità (può raggiungere i 25 km/h), il grampo ha di solito movimenti lenti e rilassati. A differenza dei delfino comune e del tursiope, le barche non sembrano attrarre questo cetaceo, ma non è difficile avvicinarlo. Si ritiene che sia in grado di compiere buone immersioni, ma dati oggettivi al riguardo non esistono. Il grampo tira la coda fuori dall'acqua e rimane immobile per parecchi secondi, in verticale a testa in giù. Esegue porpoising solo se si sente minacciato.
Particolari della riproduzione poco conosciuti: sembra che nel Mediterraneo si accoppino in autunno. Le femmine partoriscono un piccolo lungo circa 1,5 m; il peso del neonato non è noto.
Si nutre soprattutto di cefalopodi e occasionalmente di pesci. Poiché le sue prede hanno una consistenza viscida, il grampo possiede da 2 a 7 coppie di denti solamente nella mascella inferiore.
Si pensa che segua uno schema di movimenti stagionali, ma non se ne conoscono i particolari.
Di solito vive in piccoli gruppi di 5-10 esemplari (ma a volte si raggruppano anche 100 animali) che spesso si sparpagliano in cerca di cibo dando così l'impressione di essere solitari. Occasionalmente sono stati avvistati gruppi di ben 1000 esemplari. Lo si può vedere anche insieme ad altre specie di cetacei, soprattutto globicefali.

## Distribuzione e habitat
Il grampo è una specie circumglobale pelagica e di mare profondo, ma non è raro incontrarla vicino alla costa. È frequente nei mari tropicali e temperati caldi di tutto il mondo (Oceano Atlantico, Oceano Pacifico e Oceano Indiano), in estate si spinge anche in acque più fresche.
Nel Mar Mediterraneo è piuttosto comune, soprattutto nel Mar Ligure, nell'Arcipelago Toscano e a nord della Sicilia. È presente in abbondanza nel golfo di Taranto. 

## Tassonomia

### Sinonimi
Sono stati riportati i seguenti sinonimi:
- Delphinus griseus G. Cuvier, 1812
- Delphinus rissoanus Desmarest, 1822
- Grampus rissoanus (Desmarest, 1822)
- Grampus stearnsii Dall, 1873

Relativamente al genere Grampus Gray, 1828 si segnalano invece i seguenti sinonimi:
- Grampidelphis Iredale and Troughton, 1933
- Grayius Scott, 1873

### Sottospecie
Non sono state individuate sottospecie.

## Conservazione
Le minacce per questo cetaceo sono rappresentate dall'inquinamento acustico dovuto principalmente all'attività militare (sonar), ai sismografi di profondità ed alla pesca accidentale. Inoltre l'uomo compete sottraendo le prede, principalmente calamari. Tuttavia, tenuto conto della vastità dell'areale e della consistenza della popolazione, la Lista rossa IUCN ha attribuito a questa specie lo status "LC" (rischio minimo).

## Esemplari famosi
In Nuova Zelanda (dove la specie peraltro non è comune) è famoso un grampo di nome "Pelorus Jack", che tra il 1888 e il 1912 era solito accompagnare le navi nello stretto di Cook.